# Stensarvet
Stensarvet är en by i Vika socken i Falu kommun, Dalarnas län, belägen strax sydost om Danholn. Fram till 2005 och mellan 2015 och 2023 klassade SCB Stensarvet som en småort. Från 2023 klassas bebyggelse som en del av tätorten Danholn.